# Harju JK Laagri
El Harju JK Laagri es un equipo de fútbol de Estonia que juega en la Esiliiga, la segunda división nacional.

## Historia
Fue fundado en el año 2009 en la ciudad de Laagri del condado de Harju como club de divisiones aficionadas, de las cuales salió en 2020 cuando logra el ascenso a la Esiliiga B.
En su primera temporada termina de subcampeón y logra el ascenso a la Esiliiga.

## Palmarés
- Esiliiga: 1

2022
- iii Liiga Norte: 1

2019